# 524 (numero)
Cinquecentoventiquattro (524) è il numero naturale dopo il 523 e prima del 525.

## Proprietà matematiche
- È un numero pari.
- È un numero composto con 6 divisori: 1, 2, 4, 131, 262, 524. Poiché la somma dei suoi divisori (escluso il numero stesso) è 400 < 524, è un numero difettivo.
- È un numero di Ulam.
- È parte delle terne pitagoriche (393, 524, 655), (524, 17157, 17165), (524, 34320, 34324), (524, 68643, 68645).

## Astronomia
- 524 Fidelio è un asteroide della fascia principale.
- NGC 524 è una galassia lenticolare della costellazione dei Pesci.

## Astronautica
- Cosmos 524 è un satellite artificiale russo.